# فريتز فيرنر
فريتز فيرنر (بالألمانية: Fritz Werner)‏ هو موزع وملحن ألماني، ولد في 15 ديسمبر 1898 في برلين في ألمانيا، وتوفي في 22 ديسمبر 1977 في هايلبرون في ألمانيا.

## وصلات خارجية
- فريتز فيرنر على موقع ميوزك برينز (الإنجليزية)
- فريتز فيرنر على موقع أول ميوزيك (الإنجليزية)
- فريتز فيرنر على موقع ديسكوغز (الإنجليزية)